# Marcel Mahouvé
Marcel Mahouvé (Douala, 1973. január 16. –) kameruni labdarúgó-középpályás. Rendelkezik francia állampolgársággal is. Unokatestvére a német utánpótlás-válogatott Francis Banecki és a német női válogatottban szereplő Nicole Banecki édesanyja.
A kameruni válogatott színeiben részt vett az 1998-as labdarúgó-világbajnokságon.